# Diplectrona spinata
Diplectrona spinata là một loài Trichoptera trong họ Hydropsychidae. Chúng phân bố ở miền Australasia.